# Aksel Hansen (billedhugger)
 For alternative betydninger, se Aksel Hansen. (Se også artikler, som begynder med Aksel Hansen)
Aksel Christian Henrik Hansen (født 2. september 1853 i Odense, død 3. maj 1933 på Frederiksberg) var en dansk billedhugger.

## Værker – udvalg
- Hans Tausen-monument (1894, Birkende)
- Ambrosius (1887, foran Marmorkirken, Kbh.)
- Ecco (statue, 1888, bronze i Kongens Have og i Fyns Kunstmuseum)
- Hans Broge-statue (1910, opstillet på Tietgens Plads i Aarhus)
- Christian 9. (rytterstatue, 1912, Kongens Have, Odense, model i Fyns Kunstmuseum)
- Sophus Bauditz-buste (1920, opstillet i Østre Anlæg, København)
- Meïr Aron Goldschmidt-buste (1887, opstillet i Digterlunden ved Allégade, Frederiksberg i 1920)
- H.V. Kaalund-buste (1885 Fyns Kunstmuseum, opstillet i Digterlunden ved Allégade, Frederiksberg i 1920)
- Urjægeren (1926, opstillet i anlæg ved Dalgas Boulevard)